# Johann Frick
Johann Frick (19. března 1875 Sterzing – 10. dubna 1958 Sterzing) byl rakouský politik německé národnosti z Tyrolska (respektive z dnešního Jižního Tyrolska), na počátku 20. století poslanec Říšské rady.

## Biografie
Byl hostinským a statkářem v Sterzingu. Pocházel ze starého tyrolského rodu, který se v domovském regionu připomínal už koncem 14. století. Jeho otec Johann Frick starší byl hostinským a řezníkem. Budoucí poslanec Johann Frick vychodil národní školu. V letech 1888–1891 pracoval jako nádeník u svého strýce. V období let 1891–1895 byl řeznickým učněm v Mori u Rovereta. V roce 1895 převzal po smrti otce správu rodinného hospodářství a řeznictví v Sterzingu. V roce 1896 absolvoval osmitýdenní vojenskou službu. Byl záložním vojákem u 3. tyrolského císařského mysliveckého regimentu v Trentu.
Působil i jako poslanec Říšské rady (celostátního parlamentu Předlitavska), kam usedl ve volbách do Říšské rady roku 1907, konaných poprvé podle všeobecného a rovného volebního práva. Byl zvolen za obvod Tyrolsko 16. Po volbách roku 1907 byl uváděn coby člen klubu Křesťansko-sociální sjednocení.